# دير الفرنسيسكان
دير الفرنسيسكان هو أحد أكبر الاديرة والأكثر مساحة في بلاد الشام، يقع داخل بازيليكا البشارة وبجانب كنيسة القديس يوسف في مدينة الناصرة.

## داخل الدير
في الدير كان بستان وحدائق خضراء وثلاث آبار ماء، ومكتبة وصيدلية. حتى بداية القرن التاسع عشر الصيدلية في الدير كانت الوحيدة في الشمال. في الأيام السابقة أسوار كبيرة/ قوية أحاطت الدير وأصبح يبدو كقلعة؛ والهدف من ذلك كان هدف أمّي ضد الشعب المحلي الذي يكره الرهبان والراهبات والذي وقف ضدهم حتى أدى ذلك لهدم الأسوار في الفترة نفسها.

## تاريخ الدير

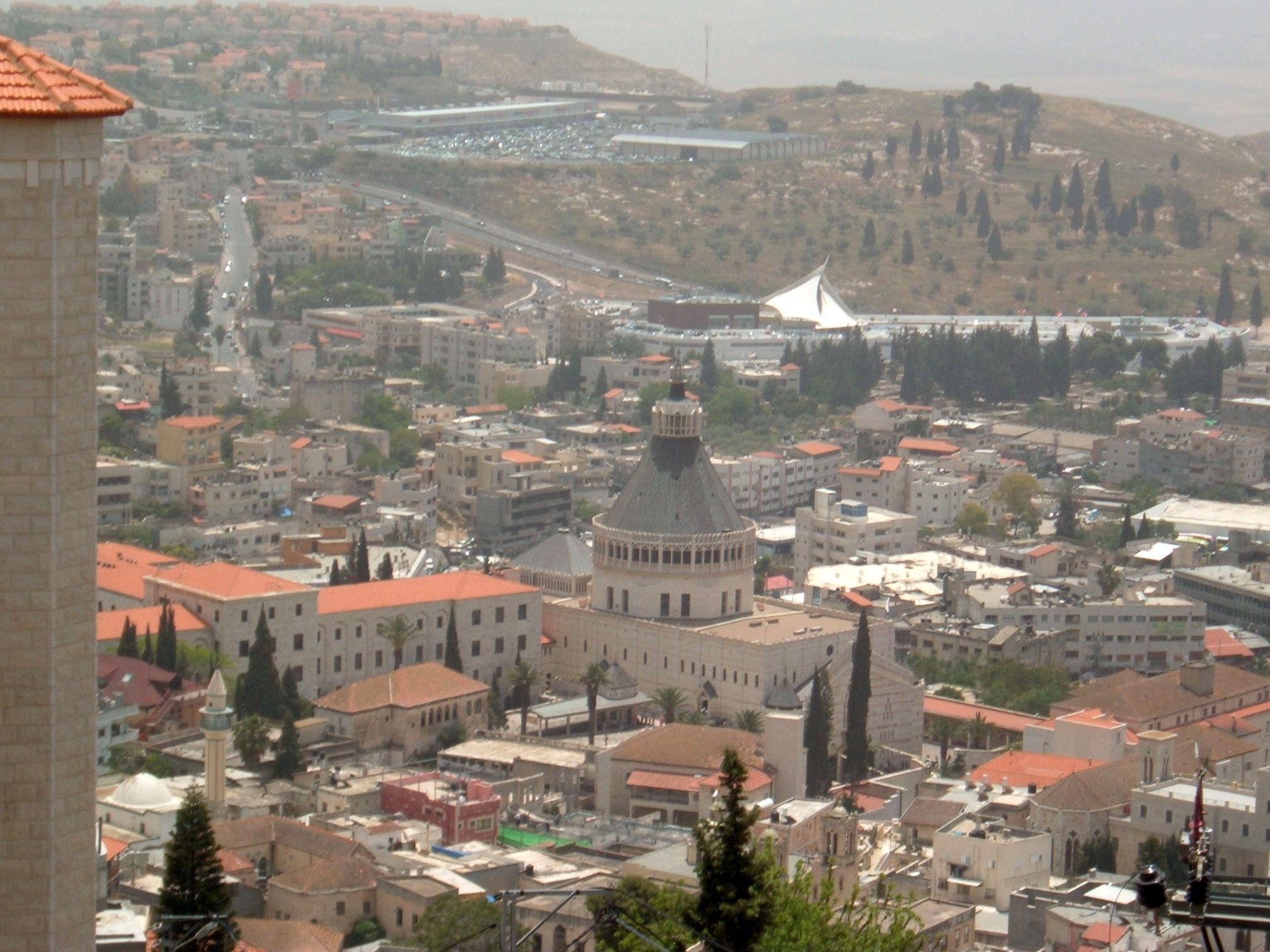
حبسورة من سيليزيان

كان الدير الفرنسيسكاني في الناصرة معروفا في الماضي كأحد أوسع وأكبر الأديرة في فلسطين وفي سوريا، وكان المبنى أكبر وأبهى بناء في المدينة. في الدير، الذي بُني بجوار كنيسة البشارة، يتواجد اليوم 20-30 راهبًا من كل أنحاء العالم ونجد داخله المحكمة الكاثوليكية في المدينة ومدرسة تيرا سانطا التي يديرها الرهبان الفرنسيسكان. في الطابق الأسفل من الدير معرض دائم يحتوي على لوحات من أيام بداية الكنيسة والدير وقرية الناصرة القديمة.
أقام الفرنسيسكان الدير في عام 1620 (بموافقه فخر الدين المعني الثاني) جنوب مغارة البشارة بعد أن سمح لهم الرجوع إلى الناصرة. مع أزدياد قدوم الحجاج في القرن ال 19 أقيمت أمكنة أضافية للمبيت فيها منفصلة عن الدير "كازانوفا"، هدم المبنى بشكل كامل في سنة 1837 ولكن بنفس السنة أعيد بناؤه من جديد. قبل أن ينتهي بناؤه لم يتبقى أي مكان.
في سنة 1846 أثبت أحد الباحثون أن شروط السكن والطعام أزدادت بالنسبة للحجاج بشكل كبير وأعتبرت (الكازانوفا) مكان المبيت الوحيد في الناصرة وضواحيها، عندما قدم الحجاج المسيحيون إلى الناصرة في بداية القرن ال19، بقوا للنوم في الدير الذي خصص بداخله جناح للمبيت. كان به أيضا جناح للضيوف المهمين.
في سنة 1799 مكث نابليون في الدير بعدما هزم الجيش التركي في مرج ابن عامر. في عام 1930 هدم المبنى القديم وأنشئ مكانه الدير الحالي الذي يضم أيضا مدرسة لأولاد الناصرة.
في سنة 1930 هدم الدير وبنوا مكانه الدير القائم الذي كان يضم أيضا مدرسة لأبناء الناصرة. في الطابق الأول السفلي يوجد معرض لفترات مختلفة وفيها صور ورسومات لحجاج.
في سنة 1894 رمم المبنى القديم بفضل متبرعين أميركيين. في حرب التحرير نضرر المبنى ورمم المبنى من جديد.
في السنوات 62-1948 سكن فيه لاجئون عرب من سكان الناصرة.(مكان المبيت موجود أمام الدير اليوم أيضا الكازانوفا تعطي خدماتها للحجاج الذين يقصدون المدينة)

## انظر أيضاً

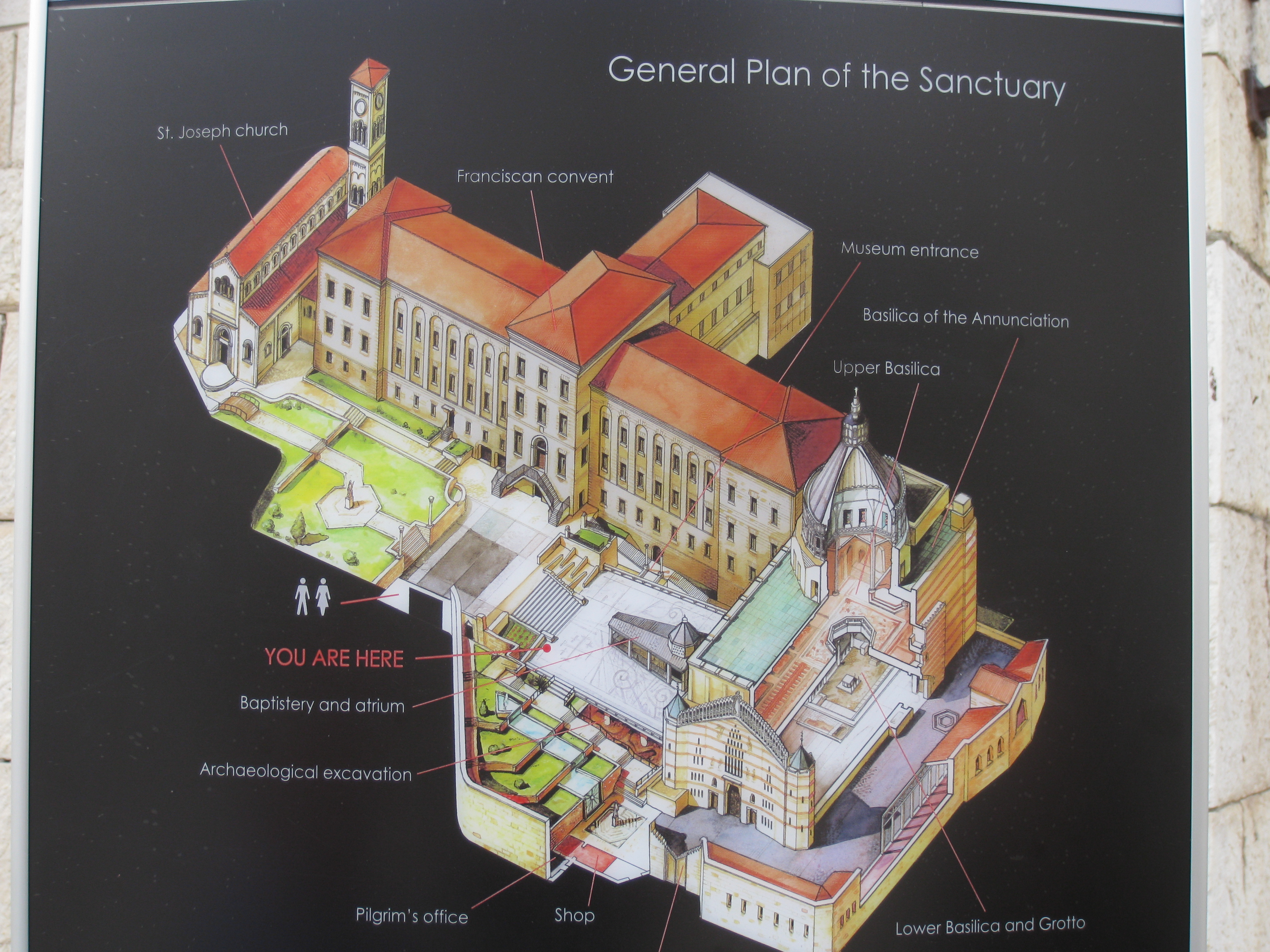